# Federación (Entre Ríos)
Federación, est une ville de la province d'Entre Ríos en Argentine, chef-lieu du
Département de Federación.
Située sur la rive droite du Rio Uruguay; la ville est connue pour être une station thermale.